# Diego Tinoco (actor)
Diego Tinoco (Anaheim, California, 25 de noviembre de 1997) es un actor estadounidense. Es más conocido por interpretar a César Díaz en la serie de Netflix On My Block.

## Primeros años
Tinoco nació en Anaheim, California, Su padre es mexicano nacido en Morelia y su madre ecuatoriana nacida en Quito y de ascendencia colombiana. Desde joven se intereso por la actuación en su etapa secundaria, en la escuela El Segundo High School. Si bien un agente profesional se intereso en él y sus características físicas cuando tenía solo 11 años, sus inicios en el medio del entretenimiento a los 16, con algunas participaciones en comerciales y anuncios, además de aparecer en un capítulo de la serie Teen Wolf (2016). Además de ser reconocido por el papel de César, en la serie On My Block (2018-2020), Diego ha sido anunciado como parte del elenco de la cinta Knights of the Zodiac (2023).

## Filmografía

### Películas
| Año           | Título                 | Función       | Notas        | Ref.  |
| ------------- | ---------------------- | ------------- | ------------ | ----- |
| 2015          | Llovizna de esperanza  | Marco         | Cortometraje | [ 7 ] |
| 2017          | Bienvenido al Valhalla | Diego         | Cortometraje |       |
| 2021          | R and J                | Tybalt        |              | [ 8 ] |
| En producción | Mourning War           | Bineshii      |              |       |
| 2023          | Knights of the Zodiac  | Nero de Fénix |              |       |
| En producción | Bad Hombres            |               |              |       |
| En producción | Muzzle                 | Hernandez     |              |       |

### Televisión
| Año       | Título      | Función    | Notas                     |
| --------- | ----------- | ---------- | ------------------------- |
| 2016      | Teen Wolf   | Mateo      | Episodio: Memoria Perdida |
| 2018-2021 | On My Block | César Díaz | Papel principal           |

## Premios
| Año  | Premio             | Categoría              | Nominado | Resultado | Ref.  |
| ---- | ------------------ | ---------------------- | -------- | --------- | ----- |
| 2019 | Teen Choice Awards | Choice Summer TV Actor | Él mismo |           | [ 9 ] |